# Prodiaphania claripennis
Prodiaphania claripennis là một loài ruồi trong họ Tachinidae.